# HMS Victory
HMS Victory là một tàu chiến tuyến mang 104 khẩu pháo của Hải quân Hoàng gia Anh. Nó được đặt lườn năm 1759 và được hạ thủy trong năm 1765. Nó nổi tiếng nhờ vai trò là kỳ hạm của mình trong trận đại chiến ở Trafalgar dưới sự chỉ huy của Huân tước Nelson với quân đội đệ nhất đế chế Pháp.
Nó cũng từng là kỳ hạm dưới thời Keppel tại Ushant, kỳ hạm của Howe tại Cape Spartel và của Jervis ở Cape St Vincent. Sau 1824, nó trở thành một con tàu cảng.
Năm 1922, nó được chuyển tới một bến tàu tại Portsmouth, Anh, và được bảo quản như một tàu bảo tàng. Nó tiếp tục là soái hạm của Second Sea Lord và là con tàu hải quân lâu đời nhất vẫn còn ở hoạt động.

## Thiết kế
Trong tháng 12 năm 1758, các ủy viên của xưởng tàu Chatham được trên chỉ thị chuẩn bị một cảng khô để xây dựng một con tàu thuộc loại tàu Hạng-nhất mới. Đây là một sự xuất hiện bất thường ở thời gian mà Hải quân Hoàng gia ưa thích kiểu tàu chiến nhỏ hơn, và càng không bình thường hơn khi nó nhận mệnh lệnh cùng một lúc, trong toàn bộ của thế kỷ 18 chỉ mới có mười chiếc như vậy được xây dựng.

##### Trích dẫn
1. ↑  Lavery, Ships of the Line, vol. 1, p. 175.